# Marmeleiro (Sertã)
Marmeleiro é uma povoação portuguesa do Município da Sertã que foi sede da extinta Freguesia de Marmeleiro, freguesia que tinha 29,70 km² de área e 228 habitantes (2011). A sua densidade populacional era 7,7 hab/km².
A Freguesia de Marmeleiro foi extinta e agregada à Freguesia de Cumeada, criando-se a União das freguesias de Cumeada e Marmeleiro.
O anterior presidente da Junta de Freguesia (eleito em 2005) foi Manuel Lopes Pereira.

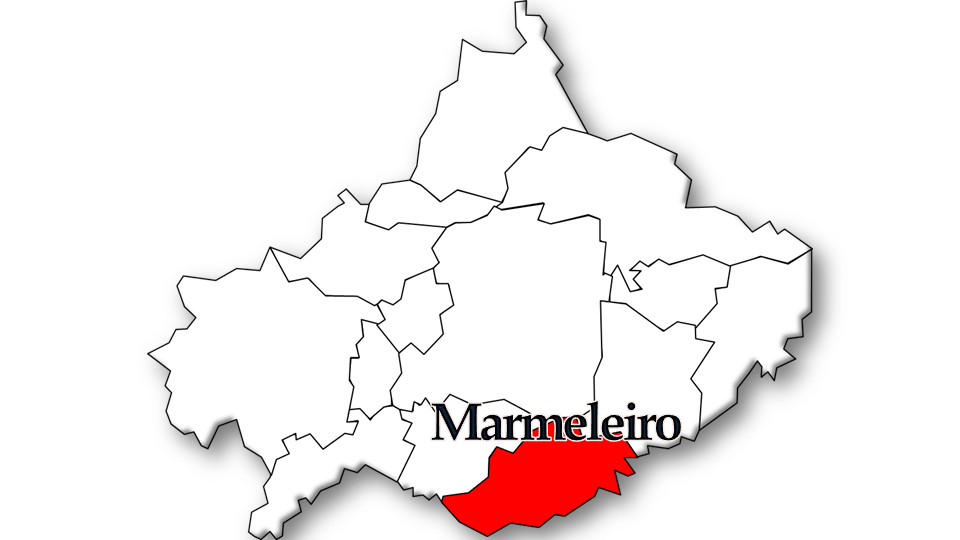
Localização no Município da Sertã

## População
| População da freguesia de Marmeleiro | População da freguesia de Marmeleiro | População da freguesia de Marmeleiro | População da freguesia de Marmeleiro | População da freguesia de Marmeleiro | População da freguesia de Marmeleiro | População da freguesia de Marmeleiro | População da freguesia de Marmeleiro | População da freguesia de Marmeleiro | População da freguesia de Marmeleiro | População da freguesia de Marmeleiro | População da freguesia de Marmeleiro | População da freguesia de Marmeleiro | População da freguesia de Marmeleiro | População da freguesia de Marmeleiro |
| ------------------------------------ | ------------------------------------ | ------------------------------------ | ------------------------------------ | ------------------------------------ | ------------------------------------ | ------------------------------------ | ------------------------------------ | ------------------------------------ | ------------------------------------ | ------------------------------------ | ------------------------------------ | ------------------------------------ | ------------------------------------ | ------------------------------------ |
| 1864                                 | 1878                                 | 1890                                 | 1900                                 | 1911                                 | 1920                                 | 1930                                 | 1940                                 | 1950                                 | 1960                                 | 1970                                 | 1981                                 | 1991                                 | 2001                                 | 2011                                 |
| 498                                  | 464                                  | 543                                  | 542                                  | 589                                  | 635                                  | 707                                  | 813                                  | 840                                  | 801                                  | 654                                  | 513                                  | 408                                  | 304                                  | 228                                  |

## Património
- Igreja de Santo António (matriz)
- Ponte de Isna
- Cruzeiros
- Ruínas de construções na serra de Longra
- Moinhos de vento
- Azenhas
- Lagares de azeite
- Praia fluvial

## Localidades
Localidades da Freguesia de Marmeleiro:
- Azinheira
- Marmeleiro
- Cortes
- Naves
- Sarnadas
- Vales
- Vale Godinho
- Casal Sertainho
- Moinho da Azinheira
- Queimado
- Lameira de Ordem
- Sambal
- Cachorreira
- Vales da Longra
- Pisões
- Vale do Homem
- Salgueiro